# Luzsénszky Alfonz (újságíró)
Luzsénszky Alfonz (néhol Luzsánszky, Luzsinszky, Luzsinsky vagy Szentesy-Luzsénszky alakban is, Budapest, 1876. január 13. – Budapest, Józsefváros, 1953. december 30.) katolikus lapkiadó, szélsőjobboldali író-újságíró, természetgyógyász. Munkássága antiszemita, a zsidóságot úgymond „leleplező”, máig közkézen forgó kiadványok megjelentetésében teljesedett ki. Luzsénszky Alfonz pap édesapja.

## Élete
Szentesy Béla és Baráth Ida fiaként született, luzsinai és rigliczai báró Luzsénszky Félix (másként: Luzsénszky Bódog Sándor Benő) fogadta örökbe. A szervita rendben kezdett teológiát tanulni, ahonnét sorozatos betegeskedései miatt elbocsátották.
1901. szeptember 24-én Budapesten házasságot kötött a nála öt évvel fiatalabb Petrovich Karolina Paulina Vilmával, Petrovich Márk és Grőser Franciska lányával.
1898-1903 között a Páduai Szent Antal Lapjának munkatársa volt, mialatt 1902 novemberében megindította a Szent József Lapja című kétheti lapot, ami 1905-1910 között Katolikus Magyarország címmel jelent meg, mígnem támogatók hiányában megszűnt. A Pesti Napló szerint 1910-ben görögkatolikus hitoktatóként tevékenykedett Budapesten, azonban neve a magyarországi latin és görög szertartatású papság 1909-1910. évi évkönyvében nem szerepel.
Természetgyógyászként növényi anyagokból előállított kivonatokra 1925-ig 3 szabadalmat is kapott.
1925. december 12-én Budapesten házasságot kötött a nála 14 évvel fiatalabb Kiss Erzsébettel, Kiss Kálmán és Kulcsár Erzsébet lányával.
Luzsénszkyt 1945. október 2-án a Népbíróság A zsidóság bűnei című, 1941-ben kiadott műve miatt teljes vagyonelkobzásra és 10 év börtönre ítélte, amit 1946. márciusában 3 évre enyhített. Halálát mellgyík, végelgyengülés okozta.

## Talmud-„fordítása”
1911-ben írt, A Talmud magyarul című műve a magyar szélsőjobboldali és antiszemita körökben máig népszerű. A benne szereplő tematikus és tendenciózus idézetek, valamint a fordítás kérdései miatt máig viták tárgya. „Fordítása” miatt már a Horthy-korszakban perbe fogták[forrás?], mely során bebizonyosodott, hogy Luzsénszky az eredeti Talmud szövegét nem látta, ehelyett August Rohling Der Talmudjude című, a Talmudot keresztényellenesnek beállítani igyekvő 19. századi összeállítását ültette át magyarra, amely maga sem eredeti, hanem Johann Andreas Eisenmenger, 1700-ban megjelent Entdecktes Judenthum című művének kivonatos feldolgozása, mely a Talmudot és a rabbinikus irodalmat sötét színben festő számtalan hasonló munka közül a legismertebb, máig ható forrása az antiszemita célú Talmud-„ismertetéseknek”. Fordítási hibáit többek között Franz Delitzsch mutatta ki a Rohling művét elemző munkájában.
Annak ellenére, hogy Luzsénszky ugyan ezen összeállítása miatt antiszemita körökben máig népszerű - műve e témában lényegében az egyetlen, állandóan idézett „alapműnek”, személye pedig alapvető hivatkozási pontnak számít -, említése kizárólag az antiszemita polémiáknak köszönhető. A Magyar katolikus lexikon, illetve a Gulyás-féle életrajzi lexikon rövid szócikkein kívül más forrásban nem lelhető fel,  nevét (és kétséges munkásságát) sem a Jewish Encyclopedia Archiválva 2011. június 28-i dátummal a Wayback Machine-ben, sem a judaisztikában alapműnek számító Encyclopaedia Judaica nem említi (még a Talmud-félrefordítások között sem), jelentősége ebből következően alapvetően megkérdőjelezhető.
Művei közül néhányat, köztük ezt is, az Ideiglenes Nemzeti Kormány 530/1945. M. E. számú rendelete indexre tette és megsemmisítésre ítélte.

## Művei

### Vallási tárgyú művei
- Katolikus egyházi naptárak. Valamennyinél szerkesztő és kiadó, kiadás helye Szatmárnémeti.
- A Szent József lapja nagy képes naptára az 1904. és 1905. évre., 1903-08; - A kisded Jézus nagy képes naptára az 1905. és 1906. évre., 1905-06; - A Szent Háromság nagy képes missziós naptára az 1906., 1907. és 1908. évre., 1905-07; - Páli Szent Vince nagy képes naptára az 1906. és 1907. évre., 1905-06; - Szent Alajos nagy képes naptára az 1906. és 1907. évre., 1905-06; Mária szent szíve nagy képes naptára az 1906. és 1907. évre., 1905-06; - Jó Pásztor nagy képes naptára 1906-1910., 1905-10; - Mindszentek nagy képes naptára 1906-1910., 1905-10; - A Katholikus Magyarország kis képes naptára 1907-1910., 1906-10; - A Katholikus Magyarország nagy képes naptára 1907-1910., 1906-10; - Szent Benedek nagy képes naptára 1907-1910., 1906-10;
- Magyar breviarium, vagyis a papi zsolozsmák a nép magán használatára alkalmazva. (Ford.) (A himnuszokat fordította Bálint György.) Budapest, 1907.
- Utolsó idők. Szeged, é.n. [1912 előtt] (új kiadás: Hiteles kútfőkből összegyűjtve. Bp., 1912.; 5. kiad.: Mi vár ránk a 20. sz-ban? Bp., 1919.; 6. kiad.: Mi vár ránk a közeli jövőben? Bp., 1920.)

#### Zsidósággal kapcsolatos művei
- Tévelygő Izrael. (Fordította Alfonz testvér) Szatmárnémeti, 1901.
- Keresztényvédelem. (benne: Zsidóvédelem. A Talmud magyarul), Ungvár (nyomtatva Budapesten), 1910.
- A Talmud magyarul, fordította Luzsénszky Alfonz, Budapest, 1911. [több kiadásban] (reprint kiadás az 1940-es kiadás alapján: Gede Testvérek Bt., Budapest, 2002, ISBN 963-9298-33-6, 208 p, elektronikus kiadás az 1922-es kiadás alapján: , , )
- Jeruzsálem pusztulása. Írta Josephus Flavius. (Ford. és kiad.) Bp., 1914. (4. kiad.: 1918, ez már Luzsénszky Alfonz néven)
- Schulchan Arukh. (Der gedeckte Tisch.) Leipzig, é.n.
- Sulchan Aruch "Terített asztal". A zsidók négy törvénykönyve. Forditotta és kiadja, fordította Luzsénszky Alfonz, Budapest, 1926.
- Der Talmud in nichtjüdischere Beleuchtung. Leipzig (nyomtatva Bp.), 1932.
- Die Talmudmoral. Oebisfelde. Radwitz, 1936.
- A talmudzsidó. Írta Rohling Ágoston; A keresztények a Talmudban. Írta I. B. Pranaits; Feleletek a keresztényeknek. Írta Kimchi Dávid. (egy kötetben) Ford. Bp., 1940.
- Mi az igazság? Bp. 1941. Szerző kiad.
- A zsidó nép bűnei. Történelmi tanulmány. Bp., 1941. Paulovits Imre. 94 p. 
  - A zsidó nép bűnei. Bp. 1944. Szerző kiad.
- Történetek, 1879-1919. Bp. 1944. Nagy Vince.

### Gyógyászati művei
- - Öngyógyítás. A betegségek fölismerése, meghatározása és gyógykezelése. Bp., 1915. (2. kiad. 1917)
  - A természetes gyógymód recipekönyve. Bp., 1915. (2. kiad. 1915)
  - Védekezés a sexualis bajok ellen. Bp., 1915.
  - Asszonyok könyve. Bp., 1924.

## Utalások
- Följelentés egy pap ellen. in: Pesti Napló, 1910:305. sz.
- Magyar Nemzet, 1945. X. 3.
- Szabad Nép, 1946. III. 19.
- Gulyás, XVII:1302.